# 루주구 (가오슝시)

루주 구의 위치

루주구(한국어: 노죽구, 중국어: 路竹區, 병음: Lùzhú Qū)는 중화민국 가오슝시의 구이다. 넓이는 48.4348km2이고, 인구는 2015년 8월 기준으로 53,050명이다.

## 지리
루주 구는 북쪽은 타이난 현 런더 향, 구이런 향과 동쪽은 아롄 향과 서쪽은 체딩 구, 융안 구와, 서북쪽은 후네이 구와, 남쪽은 강산 구와 각각 접하고 있다. 자난 평원 남부에 위치하기 때문에 지세는 평탄하다.

## 역사
루주 구는 옛날에는 평포족 대걸전사(大傑巔社)의 거주지이며 옛 이름은 반로죽(半路竹)이라고 불려 청대의 강희 연간에 그 지명을 확인할 수 있다.반로죽의 유래에 대해서는 두 가지 설이 있는데 하나는 안핑으로부터 약 20리, 펑산으로부터 약 26리의 거리에 위치해 '반로'라고 불렸고 이곳에 대나무가 군생하고 있던 것에서 '반로죽'이라고 불리게 되었다는 것과 이곳에 군생한 대나무가 교통을 저해했기 때문에 반로죽(絆路竹)으로 불리던 것이 변화해 반로죽(半路竹)으로 불리게 되었다는 것이다. 현재는 전자의 설이 일반적이다. 1920년의 타이완 지방제 개편 때 반로죽을 노죽으로 개명해 루주 장(路竹庄)이 이곳에 놓여져 다카오 주 오카야마 군의 관할이 되었다. 2차 대전 후에는 가오슝 현 루주 향이 되어 후네이 향에 속하고 있던 주후 촌(竹滬村), 딩랴오 촌(頂寮村)을 통합해 현재에 이르고 있다.

## 교육
- 가오위안 과기대학

## 교통
- 타이완 철로관리국 종관선
- 국도 1호선

## 같이 보기
- 가오슝시